# Jorge Romo Fuentes
Jorge Romo (L'Avana, 20 aprile 1923 – Città del Messico, 17 giugno 2014) è stato un calciatore messicano, di ruolo difensore.